# Кассинелле
Кассинелле (итал. Cassinelle) — коммуна в Италии, располагается в регионе Пьемонт, в провинции Алессандрия.
Население составляет 896 человек (2008 г.), плотность населения составляет 38 чел./км². Занимает площадь 24 км². Почтовый индекс — 15070. Телефонный код — 0143.
Покровительницей коммуны почитается святая Маргарита Антиохийская, празднование 20 июля.

## Демография
Динамика населения:

## Администрация коммуны
- Официальный сайт: http://www.comune.cassinelle.al.it/ Архивная копия от 6 сентября 2010 на Wayback Machine